# Geometrisk talteori
Geometrisk talteori är en gren inom talteorin som omfattar alla former av geometri. Den inleds med Minkowskis sats som avhandlar gitterpunkter i konvexa uppsättningar och undersökningar av sfärpackningar. Man kan här även tillämpa algebraisk geometri, speciellt teorin bakom elliptiska kurvor. Fermats stora sats har bevisats med hjälp av dessa tekniker.